# Casimiro Teja
Casimiro Teja, noto anche con il nome d'arte "Puff" (Torino, 12 giugno 1830 – Torino, 20 ottobre 1897), è stato un illustratore italiano.

## Biografia
Con lo pseudonimo "Puff" collaborò con la rivista satirica liberale Il Fischietto, fondata dal caricaturista Lorenzo Pedrone (Icilio).

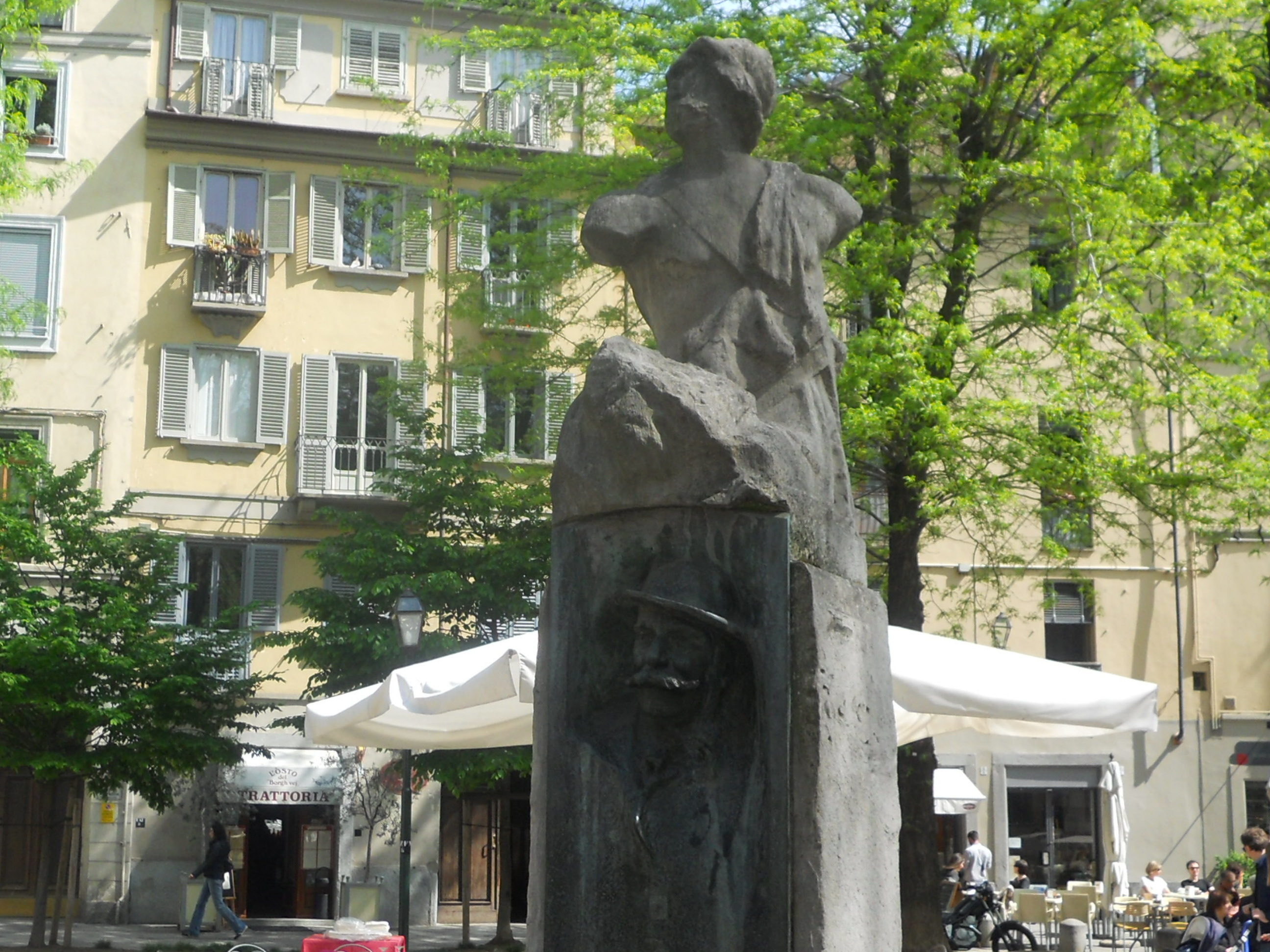
Busto di Casimiro Teja in Largo IV Marzo

Disegnatore al Pasquino dal 1856, pochi anni dopo ne ottenne la direzione, che tenne fino al 1897.
 A lui si deve la celebre frase Piove, governo ladro!, apparsa in un Pasquino del 1861 in occasione di una manifestazione di mazziniani andata a monte a causa della pioggia.

Collaborò inoltre con le riviste satiriche La lanterna magica, Le scintille e Spirito Folletto.
La sua satira prese spesso di mira la Chiesa, i medici e i farmacisti, ridicolizzati come ciarlatani, e Giovanni Giolitti, che Teja soprannominò "Palamidone" (cioè "lunga palandrana").
Fu anche pittore e un suo quadro è conservato all'Istituto Mazziniano - Museo del Risorgimento di Genova.
Appassionato di alpinismo, fu tra i primi aderenti al Club Alpino Italiano.

### Massoneria
Fu iniziato in Massoneria il primo gennaio 1860 nella Loggia Ausonia di Torino e nel 1861, ancora a Torino, fu tra i fondatori della Loggia Cavour, e nel 1862 fu anche membro effettivo della Loggia Osiride, sempre a Torino. Il 26 dicembre 1861 fu consigliere dell'Ordine alla prima Costituente massonica di Torino , dove fu promulgata la prima costituzione del Grande Oriente d'Italia.

## Onoranze
La città di Torino ha eretto nel 1904 un monumento in sua memoria, eseguito da Edoardo Rubino, che lo ritrae sotto una copia del busto romano del Pasquino. Il monumento si trova in Largo IV Marzo.
Nel 2013 è stato ricordato dall'Archivio di Stato di Torino con la mostra “Casimiro Teja, sulla vetta dell'umorismo”, curata dai disegnatori Claudio Mellana e Dino Aloi.

## Opere principali
- Da Torino a Roma. Ventitré anni di viaggio. Alfabeto di Pasquino compilato da Teja, 1871
- Vite dei Santi, Viarengo e Roux, Torino 1899 (postumo)